# (137427) 1999 TF211
(137427) 1999 TF211 est un astéroïde Apollon et aréocroiseur, classé comme potentiellement dangereux. Il fut découvert par LINEAR à Socorro le 15 octobre 1999.